# سیارک ۲۰۷۷۶
سیارک ۲۰۷۷۶ (به انگلیسی: 20776 Juliekrugler، نامگذاری:2000RG10) بیست هزار و هفتصد و هفتاد و ششمین سیارک کشف شده‌است که در ۱ سپتامبر ۲۰۰۰ کشف شد.
قدر مطلق سیارک برابر ۱۹.۵ است.